# Risögrundet
Risögrundet (ondiepte bij Risön)  is een Zweeds eiland behorend tot de Lule-archipel. Het eiland ligt ten westen van haar naamgever Risön. Het heeft geen oeververbinding; het is onbebouwd.